# Articerodes ohmumoi
Articerodes ohmumoi là một loài bọ cánh cứng được tìm thấy ở Thái Lan in 2008. It was named after a Japanese entomologist.